# Gayhurst
Gayhurst är en ort och en civil parish i Milton Keynes i Storbritannien. Den ligger i grevskapet Buckinghamshire och riksdelen England, i den södra delen av landet, 80 km nordväst om huvudstaden London. Gayhurst ligger 70 meter över havet och antalet invånare är 128.
Terrängen runt Gayhurst är platt. Runt Gayhurst är det tätbefolkat, med 709 invånare per kvadratkilometer. Närmaste större samhälle är Northampton, 17,2 km nordväst om Gayhurst. Runt Gayhurst är det i huvudsak tätbebyggt.